# 청학사

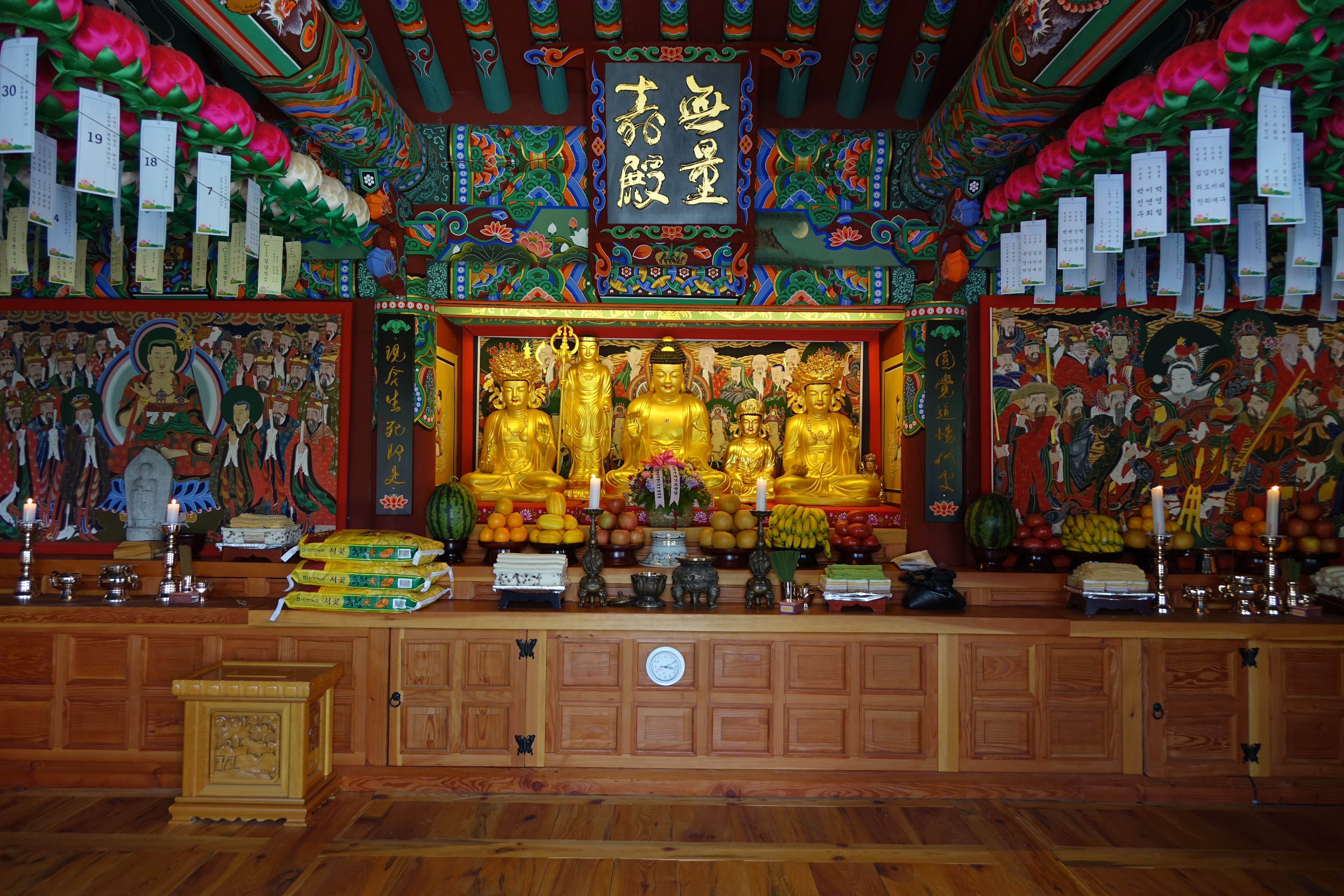
2016년 5월 14일 강원도 강릉시 청학사

청학사는 대한민국 강원특별자치도 강릉시에 있는 사찰이다. 처음 흑암선원으로 알려진 사찰터에 건립되었다가, 1974년 현 위치로 이전되었다.
흑암선원은 창건연대와 폐사 시기 등 관련 기록이 전해지지 않아 자세한 것은 알 수 없으나, 흑암이라는 사찰 이름이 적힌 기와편 및 수집된 유물과 경북 예천 명봉사 경청선원 자적선사 능운탑비의 사찰명 기록과 그 내용 등으로 미루어 인접한 범일국사의 굴산사지와 관련이 있는 고대 사찰지로 추정된다.
청학사에는 석조관음보살좌상 및 복장유물과 청동불입상, 청동보살입상과 고려 초기 강원도 불교조각 양식을 살펴볼 수 있는 석불좌상 광배 및 중대석 등 강원도 지정문화재를 소장하고 있으며, 2006년 전통사찰 제43호로 지정 등록되었다.